# Katie Lohmann
Katie Lohmann (Scottsdale, 29 gennaio 1980) è una modella statunitense.
È stata Playmate del mese di aprile 2001.
È comparsa in diversi film, tra i quali Tomcats (2001), Auto Focus (2002) e National Lampoon Presents Dorm Daze (2003).

## Lingerie football
Lohmann ha giocato il campionato 2006 della Lingerie Football League con le Los Angeles Temptation.